# Патерсон, Мартин
Мартин Эндрю Патерсон (англ. Martin Andrew Paterson; 10 мая 1987, Сток-он-Трент, Англия) — североирландский футболист, нападающий. Выступал за сборную Северной Ирландии.

## Клубная карьера

### «Сток Сити» и аренда в «Гримсби Таун»

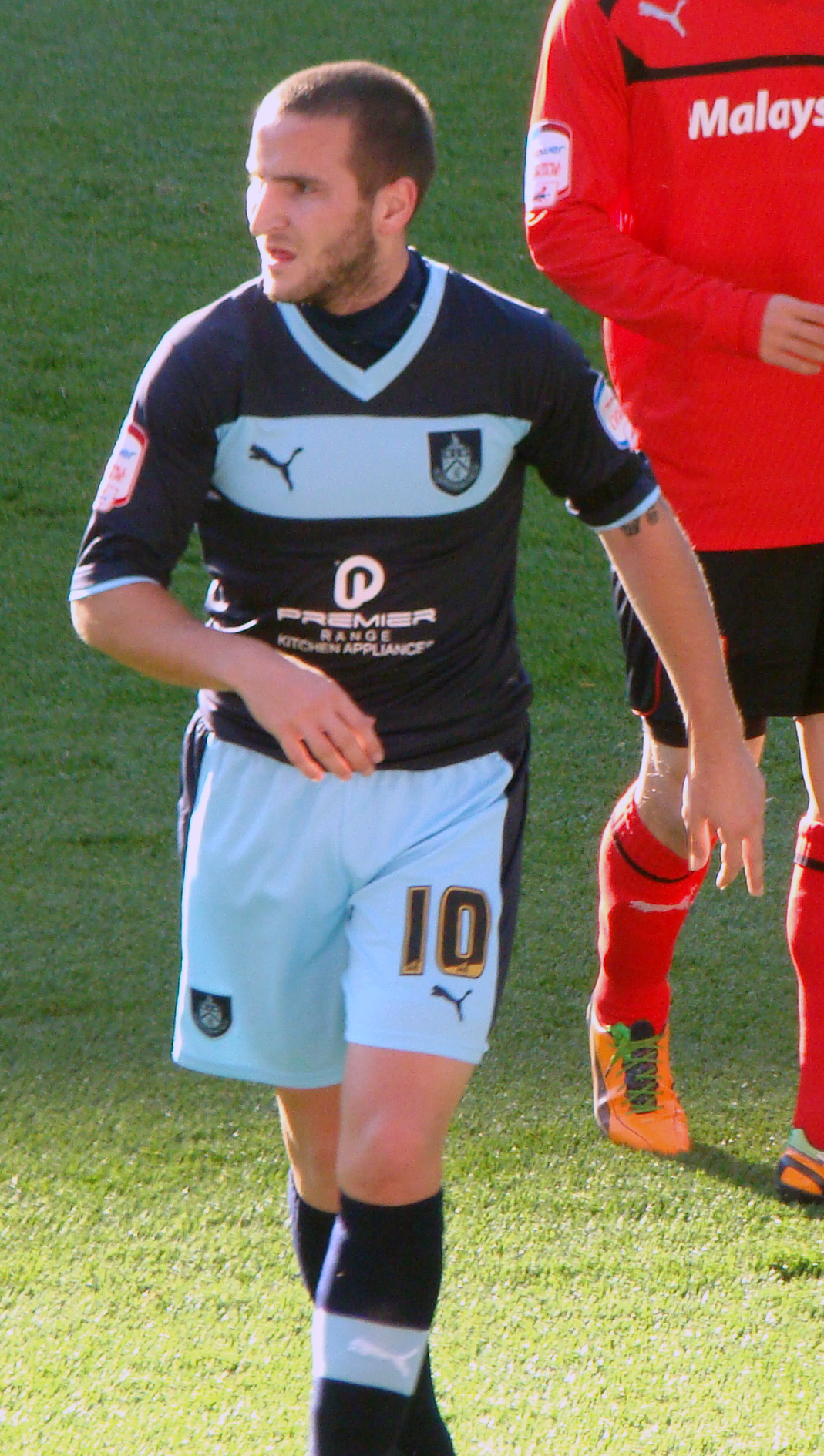
Патерсон в составе «Бернли»

Патерсон родился в английском Сток-он-Тренте и в девять лет поступил в футбольную школу клуба «Порт Вейла», но уже в 1998 году перешёл в футбольную академию «Сток Сити». В 2004 году он был включен в заявку команды. 16 апреля 2005 года в матче против «Плимут Аргайл», Патерсон дебютировал за клуб выйдя на замену вместо Криса Гринакри. Спустя полгода во встрече против «Шеффилд Уэнсдей» Мартин забил свой первый гол за «Сток». В своём первом сезоне он сыграл 12 матчей лишь дважды выходя в основе, поэтому по окончании сезона руководство клуба отправило его набираться игровой практики в аренду в клуб «Гримсби Таун».
25 ноября 2006 года в матче против «Аккрингтон Стэнли» Патерсон дебютировал за новую команду в Второй лиге. В этой же встрече он забил свой первый гол. В феврале 2007 года Мартин вернулся в «Сток Сити», несмотря на то, что «Гримбси» очень хотел сохранить его у себя.

### «Сканторп Юнайтед»
Летом 2007 года менеджер «Сканторп Юнайтед» Найджел Эдкинс подписал Патерсона, в качестве замены покинувшему клуб Билли Шарпу. В своём дебютном поединке против «Хартлпул Юнайтед» Мартин забил победный гол. 2 ноября Патерсон забил свой седьмой гол в 11 матчах за новую команду и получил приглашение сборную Северной Ирландии. В январе 2008 года «Норвич Сити» предлагал за Мартина 850 тыс. фунтов, но получил отказ. 21 июня 2008 года руководство «Сканторпа» всё-таки решило рассмотреть предложения по нападающему и за 1 млн фунтов продало его в «Бернли».

### «Бернли»
23 июня Патерсон подписал контракт на четыре года. 9 августа в матче против «Шеффилд Уэнсдей» Мартин дебютировал за новый клуб. В этом поединке он забил свой первый гол за новую команду. В своём первом сезоне он забил 19 мячей во всех соревнованиях и помог клубу выйти в Премьер-лигу. 15 августа в матче против своего родного клуба «Сток Сити» Патерсон дебютировал в высшем дивизионе Англии. 21 февраля 2010 года в поединке против «Астон Виллы» Мартин забил свой первый гол в Премьер-лиге.

### «Хаддерсфилд Таун»
25 июня 2013 в статусе свободного агента Патерсон подписал контракт с «Хаддерсфилд Таун» сроком на два года и с опцией продления ещё на 12 месяцев. 3 августа в матче против «Ноттингем Форест» он дебютировал за новый клуб.
15 марта 2014 года Патерсон отправился в аренду в «Бристоль Сити» до конца сезона.
14 ноября 2014 года Патерсон отправился в аренду во «Флитвуд Таун» до 3 января 2015 года.

### «Орландо Сити»
26 января 2015 года Патерсон был арендован в клуб MLS «Орландо Сити». По ходу сезона он перешёл в «Орландо» на постоянной основе, но из-за травм сыграл всего в четырёх матчах, и в августе его контракт с клубом был расторгнут по обоюдному согласию сторон.

### «Блэкпул»
14 сентября 2015 года Патерсон присоединился к клубу Лиги один «Блэкпул». В составе «приморцев» он принял участие в общей сложности в 19 играх, голов не забивал. В мае 2016 года он оказался в числе шести игроков, договора которых продлены не были.

### «Порт Вейл»
26 августа 2016 года Патерсен был подписан клубом «Порт Вейл». В 18 матчах за «Вейл» он забил два гола. По истечении краткосрочного контракта в конце 2016 года Патерсон покинул клуб.

### «Тампа-Бэй Раудис»
15 марта 2017 года Патерсон присоединился к клубу USL «Тампа-Бэй Раудис».

### АТК
В январе 2018 года Патерсон подписал контракт с клубом Индийской суперлиги АТК. Он отличился забитым мячом в дебютном матче за АТК 25 января, но на его гол «Ченнайин» ответил двумя голами.

## Международная карьера
Патерсон родился в Англии, но так как он имеет ирландские корни, то стал выступать за сборную Северной Ирландии. 17 ноября 2007 года в матче отборочного турнира Евро 2008 против сборной Испании он дебютировал за национальную команду. 15 марта 2012 года в товарищеском матче против сборной Финляндии Мартин забил свой первый гол за сборную. 14 августа 2013 года в поединке отборочного турнира чемпионата мира 2014 против сборной России Патерсон забил победный гол.

### Голы за сборную Северной Ирландии
| #   | Дата             | Место                                    | Противник  | Результат | Соревнование                            |
| --- | ---------------- | ---------------------------------------- | ---------- | --------- | --------------------------------------- |
| 01. | 15 августа 2012  | Уиндзор Парк, Белфаст, Северная Ирландия | Финляндия  | 3:3       | Товарищеский матч                       |
| 02. | 14 августа 2013  | Уиндзор Парк, Белфаст, Северная Ирландия | Россия     | 1:0       | Чемпионат мира 2014 (отборочный турнир) |
| 03. | 10 сентября 2013 | Жози Бартель, Люксембург, Люксембург     | Люксембург | 2:3       | Чемпионат мира 2014 (отборочный турнир) |

## Тренерская карьера
7 сентября 2018 года Патерсон был назначен ассистентом главного тренера Нилла Коллинза в «Тампа-Бэй Раудис». 15 февраля 2020 года он был назначен ассистентом Джейсона Крайса в клубе Лиги один ЮСЛ «Форт-Лодердейл». 21 января 2022 года он был принят на должность ассистента тренера в клубе MLS «Интер Майами». Летом он вернулся в Англию, где с 4 июля работал ассистентом Майкла Даффа в клубе Лиги один «Барнсли». 28 июня 2023 года он присоединился к Даффу в «Суонси Сити», где работал ассистентом главного тренера вместе с Аланом Шиханом.